# Правило Фаянса — Панета
Правило Фаянса — Панета — правило, эмпирически установленное К.Фаянсом и Ф.Панетом (1913), согласно которому радиоактивный изотоп, присутствующий в растворе в микроконцентрациях в форме катиона, тем сильнее сорбируется выпадающим или заранее полученным осадком, чем меньше растворимость соединения, которое образует этот катион с анионом осадка. Правило Фаянса — Панета применимо при соосаждении в радиохимии.
Иная формулировка этого правила (также называемая правилом Фаянса — Пескова — Панета) гласит о том, что на поверхности твёрдого вещества преимущественно адсорбируются ионы, которые могут достраивать кристаллическую решётку, то есть входят в её состав, изоморфны или образуют труднорастворимое соединение с ионами, составляющими кристаллическую решётку. Эта формулировка применяется для определении знака заряда поверхности при образовании ДЭС в коллоидной химии.